# Западносемитская мифология
Западносеми́тская мифоло́гия — мифология северозападносемитских народов ханаанейской группы (финикийцы, моавитяне, аммонитяне, эдомитяне, а также древние евреи, согласно библейской истории отступавшие от монотеистического культа Яхве) и арамейской группы, угаритян и амореев, с 4-го — 3-го тысячелетия до н. э. населявших Сирию, Финикию и Ханаан.

## Общая характеристика
В период поздней бронзы и позже существовал ряд западносемитский религий, имеющих ряд общих черт.
У западных семитов не существовало единой мифологической системы. Как и в любой древней ближневосточной религии, каждая местность, каждый город имел свой пантеон, начитывающий иногда сотни богов, среди которых выделялось наиболее важное божество: бог-покровитель города, часто перенимаемый у соседей.
Одной из характерных черт религий ханаанейско-аморейской культуры было, по-видимому, наличие священных текстов, хранившихся в храмах и читавшихся перед народом во время религиозных праздников. Такими священными текстами были поэмы Угарита; найденные таблички несут на себе отметки о том, каким царем какому храму были подарены данные тексты. Из подобных священных текстов у древних евреев позднее сложился Танах. Не было найдено финикийских священных текстов, известных нам только в греческом пересказе, однако известно, что в Карфагене существовали библиотеки, и очень вероятно, что библиотеки с религиозными произведения могли иметься и в городах Финикии.

## Религия Угарита
Культура Угарита представляла собой испытавший влияние хурритов и аккадцев локальный вариант общей ханаанейско-аморейской культуры Переднеазиатского Средиземноморья. В разных источниках религию Угарита рассматривают либо совместно с ханаанской религией как один из её вариантов, либо в противопоставлении ханаанейской религии. Ранее религия Угарита рассматривалась как ранний этап развития финикийской религии.

### Угаритский пантеон
В табличках, найденных в Угарите, упоминаются более 200 богов и богинь. Среди них:
- Илу (Эль) — верховный бог
- Асирату (Ашера) — супруга Илу
- Рахмайу — другая супруга Илу
- Шахару и Шалиму — дети Илу
- Балу (Баал, Ваал) — главный покровитель Угарита
- Даган (Дагон) — отец Балу
- Анату — сестра, соратница или возлюбленная Балу
- Мот — бог смерти и подземного царства
- Котар-ва-Хасис (Котару-ва-Хасису, «Пригожий-и-Мудрый») — бог-кузнец, бог ремёсел. Его частый эпитет — «Работающий руками»[6].
- Амурру — сын Анату, первопредок амореев
- Пидрай, Талай и Арцай — дочери Анату и Балу
- Йамму (Ям) — бог моря
- Йаву — как-то связан с морским богом Йамму, по некоторым предположениям, идентифицируется с финикийским Йево и библейским Яхве[6].

#### Родственные отношения
Родителями всех богов были Эл и Ашера, остальное известно плохо. По одним версиям, Балу был внуком Эла, по другим — племянником; тем не менее, раз он получил в удел всю землю, очевидно, он должен был быть роднёй верховного небесного бога. Также Балу сын Дагану, который, по одной версии, брат Эла, а по другой — его сын. Брат Балу и бог смерти — Муту. Йаву также считался сыном Эла.

### Мифы Угарита

#### Борьба богов
Ямму, бог моря, уже заполучивший себе дворец (символ власти в западносемитской мифологии), построенный Котар-ва-Хасисом, восстал на богов и потребовал поклонения и дани себе, а также того, чтобы Балу стал его рабом. С помощью воинственной сестры Анат и мудрого Котар-ва-Хасиса, создавшего ему оружие, Балу победил Ямму. Мечом Гонителем он проткнул сердце морского бога, мечом Удалителем — голову. В других мифах Балу побеждает главного приспешника Ямму — ужасного семиглавого змея Левиафана, о котором в Библии сказано, что «когда он поднимается, силачи (боги) в страхе, совсем теряются от ужаса» (Иов. 41:17).
Но с гибелью Ямму у Балу появляется новый враг — царь преисподней (Шеола), Муту, его единоутробный брат, которому служат даже богиня зари Шапаш и божественный кузнец Котар-ва-Хасис. Он столь силён, что Балу без битвы покоряется ему, являясь в Шеол и там принимая смерть от его руки. Лишь с помощью возлюбленной Балу Анат ему удаётся восстать из мёртвых, но битва с Муту закончилась ничьёй — было сказано, что «Балу могуч, но и Муту могуч». В итоге Балу остаётся царём Земли, а Муту — Шеола. Шапаш и Котар-ва-Хасис продолжают служить ему.
Иначе говоря, Балу удалось уничтожить царя морского царства (впрочем, в ряде городов Ханаана Ямму почитали), но царь подземного царства остался при своей доле. Также Балу приходилось несколько раз бросать вызов даже верховным небесным богам — Элу и Ашере — так, упоминается, что он убивал детей Ашеры.
Также небесный бог Эл медлил с постройкой для Балу дворца. Тогда Анат, угрожая ему смертью, заставила его построить таки дворец для своего брата и возлюбленного.

## Религия Финикии
В Финикии были найдены лишь отдельные надписи религиозного содержания, но находок финикийских священных текстов до сих пор не было, и финикийские мифы известны нам только в греческом пересказе.

## Ханаанская религия
Ханаанская религия